# バツハレ
『バツハレ』は、稲葉みのりによる日本の漫画。『週刊ヤングジャンプ』（集英社）にて、2022年15号から連載中。

## あらすじ
主人公・和光市路は、妻・綿花の浮気が原因で独り身となった35歳の営業マン。彼は結婚初夜で妻を失望させた経験から性不能となっており、自分を裏切った妻への未練から立ち直れず傷心の日々を送っていた。そんな和光に対し、同じ職場で24歳の渋谷くるみは自分が綿花の生き別れの（「生き別れの」という言葉は雑誌のみ。単行本では「生き別れの」は削除。）妹である事実を伝えるとともに、和光に告白してくる。和光は綿花とは正反対の優しさをもつくるみに惹かれていき、長らく失われていた精力も復活しかけるが、綿花と瓜二つのくるみの顔を見るとどうしても萎えてしまう。苦しむ和光に心を痛めたくるみは、和光と交際する中で真っ当な男女関係を取り戻そうと奮闘する。

## 登場人物
登場人物の名前は主に首都圏の駅名から取られている。
和光 市路（わこう いちろ）
本作品の主人公。35歳。老舗スーツ店の本店にて営業管理を担当。結婚相談所で知り合った渋谷綿花と見合い結婚をするが、彼女の不倫現場を目撃したことをきっかけに離婚。結婚するまでは異性との交際経験がまったくない童貞であり、初めての性行為中に綿花から心ない言葉を掛けられたことが原因で勃起不全（インポテンツ）に陥った。離婚するまでずっとセックスレス状態にあり、その申し訳なさと綿花の自堕落ぶりから事実上の家政夫としてこき使われていた。離婚する際も綿花を断罪するどころか、購入したマンションの部屋を彼女に明け渡し、残りのローンさえも自分で払い続けている。詳細は不明だが結婚前の家庭環境も劣悪だったらしく、「母からも優しくされた記憶はない」と語っている。
男性としての自信を失いトラウマにさいなまれていたところを、後輩のくるみから正体を打ち明けられ交際を始める。くるみの魅力と献身ぶりにインポも改善しかけるが、姉妹ゆえ綿花に似た彼女の顔を見るとトラウマが再発し萎えてしまう。
同僚の女性社員からは優しく、真面目な為くるみを含め好感度は高い。
渋谷 くるみ（しぶや くるみ）
本作品のもうひとりの主人公。24歳。和光の職場の後輩。経理を担当。ポーカーフェイスで冷静沈着な眼鏡美女。綿花の生き別れの妹で、眼鏡を外し髪を解いた姿は姉とよく似ている。高校生時代に自分の定期券を拾ってくれた和光をずっと好いていたが、偶然同じ会社に就職したあともそのことを言い出せず、やがて綿花と結婚した彼をただ眺めるしかなかった。
離婚で憔悴していた和光を慰めるうちに思いが抑えられなくなり、キスで好意を伝えるとともに自分と綿花との関係を打ち明ける。男に奔放な綿花とは違って恋愛経験のない処女であるが、和光に対しては大胆な誘惑もいとわない。和光との初性交で失敗してもめげることなく、今後の対策のために和光のアパートの隣室に引っ越してくる。会社の女性たちが和光を狙っていることに、心穏やかならぬ日々をおくるようになる。
綿花（めんか）
和光の元妻。29歳。和光との性行為中に陰部のサイズをけなすような言葉を投げかけ、彼の性不能の原因を作った。美人だが妻としては落第以下で、和光の気弱さにも付け込み家事を押し付けて遊び歩いていた。くるみいわく、自分の意見が通らなかったり、欲しいものが手に入らないと機嫌が悪くなり手に負えないらしい。不倫の現場を和光に発見されても普段通りに出迎えるなど、罪悪感すら欠如している。
西船橋 東葉（にしふなばし とうよう）
和光の新入社員時代からの先輩。40歳。女っ気のない和光に結婚相談所への登録を勧め、綿花と出会うきっかけを作るが、やがて離婚したことには責任を感じている。和光に今度こそ素敵な出会いをして欲しい思いもあって「バツイチはモテる」というアドバイスを送り、自分なりのエールを送る。
半蔵門 創城（はんぞうもん）
和光の勤務する会社「オーダースーツエス株式会社」の５代目社長。女装癖がある。
秋葉原（あきはばら）
和光と同じ会社にいる女性。いつも前髪で顔を隠している。
浅草 のり（あさくさ のり）
和光と同じ会社にいる女性。和光とくるみに関心を持っている。大型免許を持っていて、「フルビット免許」の取得を目指している。
麻布 十織（あざぶ とおる）
和光と同じ会社にいる美人女性。第5巻で和光を誘惑し迫るものの失敗する。父親が弁護士で綿花と付き合いが有るらしい。
綾瀬 ゆき（あやせ ゆき）
28→29歳。和光と同じ会社で同じ部署にいる女性。銀色長髪の巨乳でJカップもある。14股されているのが悩み。独り身の和光と結ばれるまでの計画を思いつき、渋谷から和光を奪うため、二人を飲みに誘おうとするが渋谷も同行されて失敗。妹に、あめ（23歳）、そら（20歳）がいる。
恵比寿（えびす）
和光と同じ会社にいる美人女性。第６巻で和光にゴルフを教えてもらい、好意を示すが失敗する。
荻窪（おぎくぼ）
和光と同じ会社にいる女性。
白金（しろがね）
和光と同じ会社にいる美人女性。
新橋 かもめ （しんばし かもめ）
29歳。和光と同じ会社にいる美人女性。社員旅行では幹事。3巻で、和光に夜這いをかける大胆さを持つ。かろうじて性交に至ったらしいが、和光に記憶はない。自分に先を越されたことを疑った綾瀬と衝突しかけるが、いっしょに酒を飲んで仲直りしたらしい。
神保（じんぼう）
和光と同じ会社にいる女性。
月島（つきしま）
和光と同じ会社にいる女性。
日本橋　真央（にほんばし まお）
　25歳。和光と同じ会社にいる美人女性。
代々木（よよぎ）
和光と同じ会社にいる美人女性。
赤羽橋（あかばねばし）
和光と同じ会社の秘書課にいる女性。仕事は有能であるが、押上に同性愛、ストーカー的感情で迫っている。
押上加住（おしあげ かすみ）
27歳。和光と同じ会社の秘書課にいる女性。押上のストーカー的愛情に迷惑して、解決に向けた手伝いを和光に依頼する。仕事以外の場ではヤンキーのような態度、言葉になることがある。赤羽橋との一件があり後に和光と入籍した。
新木場 緑（しんきば みどり）
和光と同じ会社の営業部にいる女性。和光と同じく離婚経験者。第4巻で産休から復職する。２児の母親。出産後の乳腺の痛みの為、和光に母乳を吸わせる。

## コラボグラビア
『週刊ヤングジャンプ』2022年34号で、本作品とグラビアアイドル・山田かなとによるコラボグラビアを収録した小冊子が付属された。

## 書誌情報
- 稲葉みのり『バツハレ』 集英社〈ヤングジャンプ・コミックス〉、既刊9巻（2025年5月19日現在）
  1. 2022年7月19日発売[3][4]、ISBN 978-4-08-892374-1
  2. 2022年11月17日発売[5]、ISBN 978-4-08-892489-2
  3. 2023年3月17日発売[6]、ISBN 978-4-08-892627-8
  4. 2023年8月18日発売[7]、ISBN 978-4-08-892789-3
  5. 2024年2月19日発売[8]、ISBN 978-4-08-893117-3
  6. 2024年6月19日発売[9]、ISBN 978-4-08-893263-7
  7. 2024年10月18日発売[10]、ISBN 978-4-08-893412-9
  8. 2025年1月17日発売[11]、ISBN 978-4-08-893492-1
  9. 2025年5月19日発売[12]、ISBN 978-4-08-893587-4